# Кавалерийская армейская группа
Кавалерийская армейская группа — воинское объединение Советских Вооружённых Сил.

## Первое формирование
26 июля 1938 года Главный Военный совет Красной Армии принял постановление преобразовать Киевский военный округ в Киевский Особый военный округ (далее КОВО), а в округе создать группы армейского типа.
26 июля 1938 года управление Кавалерийской армейской группы формировалось на базе управления кавалерийской инспекции Киевского Особого военного округа (КОВО) в городе Проскурове.
Кавалерийская группа являлась подвижным объединением, состоявшим из двух кавалерийских корпусов, а также артиллерийских, танковых, инженерных и других частей, предназначавшихся для нанесения удара или контрудара по врагу в любом месте государственной границы округа. Формирование управления армейской группы должно было закончиться к 1 сентября 1938 года.
В состав группы включены 2-й кавалерийский корпус и 4-й кавалерийский корпус.
В сентябре 1938 года войска армейской группы приводились в боевую готовность для оказания возможной помощи Чехословакии. Войска находились в боевой готовности вблизи государственной границы СССР до октября.
1 июля 1939 года из Ленинградского военного округа (далее ЛенВО) передислоцированы в Киевский Особый военный округ управление 5-го кавалерийского корпуса, корпусные части и 16-я кавалерийская дивизия.
16 сентября 1939 года во время подготовки к военному походу Красной Армии в Западную Украину, управление Кавалерийской армейской группы переименовано в Управление Каменец-Подольской армейской группы. Кавалерийские корпуса переданы в другие армейские группы.

## Командование
- Горячев, Елисей Иванович, командующий войсками группы (26 июля — 12 декабря 1938).
- Тюленев, Иван Владимирович, командующий войсками группы, командарм 2 ранга (… — 16.09.1939).

## Состав
На 26.07.1938:
- 2-й кавалерийский корпус:
- 4-й кавалерийский корпус (бывший 1-й кавалерийский корпус):

На 20.09.1938:
- 2-й кавалерийский корпус:

- 3-я кавалерийская дивизия,
- 5-я кавалерийская дивизия,
- 14-я кавалерийская дивизия.

- 4-й кавалерийский корпус:

- 9-я кавалерийская дивизия,
- 32-я кавалерийская дивизия,
- 34-я кавалерийская дивизия.

На 15.07.1939:
- 2-й кавалерийский корпус:

- 3-я кавалерийская дивизия,
- 5-я кавалерийская дивизия,
- 14-я кавалерийская дивизия.

- 4-й кавалерийский корпус:

- 32-я кавалерийская дивизия,
- 34-я кавалерийская дивизия.

- 5-й кавалерийский корпус:

- 9-я кавалерийская дивизия,
- 16-я кавалерийская дивизия.

## Боевая деятельность группы
1938 год
26 июля в Киевском Особом военном округе создана Кавалерийская армейская группа. Управление Кавалерийской армейской группы формировалось на базе управления кавалерийской инспекции КОВО в Проскурове.
20 сентября для оказания помощи Чехословакии войска группы по директиве народного комиссара обороны СССР Маршала Советского Союза К. Е. Ворошилова приводятся в боевую готовность. 2-й кавалерийский корпус (3-я кд, 5-я кд и 14-я кд) должен был выдвинуться в район западнее г. Новоград-Волынского, г. Шепетовки к 23 сентября.
Войска армейской группы находились в боевой готовности вблизи государственной границы СССР до октября. После захвата Германией Судетской области Чехословакии боевая готовность была отменена.
1939 год
1 июля управление 5-го кавалерийского корпуса, корпусные части и 16-я кд из Ленинградского ВО передислоцированы в Киевский Особый военный округ, где корпус вошёл в состав Кавалерийской армейской группы. Управление корпуса расположилось в г.Каменец-Подольск, областном центре Каменец-Подольской области (см. также Хмельницкая область), 16-я кд — в районе м.Гайсин и г.Тульчин Винницкой области, 278-й озад — в пгт.Ярмолинцы, 252-е авиазвено — в Проскурове Каменец-Подольской области.
15 июля
В состав 5-го кк была включена 9-я кд из 4-го кк.,
- Управление 5-го кавкорпуса и корпусные части находились в г. Каменец-Подольск, областном центре Каменец-Подольской области.

- 9-я кавалерийская дивизия, управление дивизии в г. Каменец-Подольск.
- 16-я кавалерийская дивизия дислоцировалась в районе Гайсин и м. Тульчин Винницкой области.
- 278-й отдельный зенитно-артиллерийский дивизион — в Ярмолинцы.
- 252-е авиазвено связи — в Проскурове.

1 августа
Соединения группы находились в населённых пунктах следующих областей:
Житомирская область
Гарнизон Житомира
- управление Житомирской армейской группы
- управление 2-го кк и корпусные части,..?

Гарнизон Новоград-Волынска
- управление 14-й кд (31,76, 92,129 кп, 29-й тп) 2-го кк,

Каменец-Подольская область
Гарнизон м. Славута
- управление 5-й кд (11, 96,131, 160-й кп, 32-й тп) 2-го кк,

Гарнизон города Шепетовка
- 38-я легкотанковая бригада (бывшая 15-я механизированная бригада)

Гарнизон города Изяслав
- 3-я кд (34, 60, 99, 158-й кп, ..-й тп) 2-го кк,

Гарнизон города Староконстантинов
- 26-я легкотанковая бригада (бывшая 22-я механизированная бригада)

Гарнизон Фридриховка
(ныне Волочисский район Хмельницкая область)
Гарнизон м. Меджибож
(ныне в Летичевском районе Хмельницкой области)
Гарнизон города Проскуров
- управление Кавалерийской армейской группы,
- управление 4-го кк и корпусные части,..?
- 252-е авиазвено связи 5-го кк,
- управление 32-й кд и 65, 86, 121, 153-й кп, 18-й тп, 4-го кк,
- 23-я легкотанковая бригада (бывшая 17-я механизированная бригада)

Гарнизон Каменец-Подольск
- управление 5-го кк и корпусные части,
- управление 9-й кд 5-го кк,

Винницкая область
Гарнизон г.Винница
- 17-й стрелковый корпус

Гарнизон Гайсин
- 16-я кд 5-го кк, в районе Гайсин и м. Тульчин

Гарнизон м. Тульчин
- 16-я кд 5-го кк, в районе Гайсин и м. Тульчин

1 сентября началась германо-польская война.
14 сентября Военному совету КОВО направлена директива Народного комиссара обороны СССР Маршала Советского Союза К. Е. Ворошилова и Начальника Генерального штаба РККА командарма 1-го ранга Б. М. Шапошникова за № 16634 «О начале наступления против Польши».
В директиве поставлена задача к исходу 16 сентября скрытно сосредоточить войска и быть готовым к решительному наступлению с целью молниеносным ударом разгромить противостоящие войска противника.,
16 сентября
Образованные Шепетовская, Волочиская и Каменец-Подольская армейские группы вошли в состав Украинского фронта.
Управление Кавалерийской армейской группы переименовано в управление Каменец-Подольской армейской группы.
2-й кавкорпус (3, 5, 14-я кд, 38-я лтбр) вошёл в состав Волочиской армейской группы и являлся 1-й подвижной группой фронта. Группе предстояло выйти в восточные районы Польши — к городам Волочиск, Тарнополь и Львов, а затем в район Бусск, Перемышль.
4-й кавкорпус (32-я и 34-я кд, 26-я лтбр) и 5-й кавкорпус (16-я и 9-я кд, 23-я лтбр) вошли в состав Каменец-Подольской армейской группы и являлись 2-й подвижной группой фронта. Корпуса должны были, двигаясь в направлениях на города Городок, Чертков (Чортков) и Станислав, выйти на реку Сан.
17 сентября начался военный поход.

## Второе формирование
28 сентября 1939 года во время военного похода Красной Армии в восточные районы Польши-Западную Украину 12-я армия Украинского фронта разделена на 12-ю армию и Кавалерийскую армейскую группу.
Ко 2 октября фронт получил значительное усиление и группа имела в своём составе кавалерийский, танковый и стрелковые корпуса, а также резервы.
До конца октября войска группы находились в составе фронта, а затем убыли к местам постоянной дислокации в КОВО.
В июне — июле 1940 года кавалерийские корпуса группы участвовали в составе Южного фронта в военном походе Красной Армии в Румынию-в Северную Буковину и Бессарабию. Управление 4-го кк — в Северную Буковину в составе 12-й армии. В составе корпуса была 16-я кавалерийская и 34-я кавалерийская дивизии. Управление 5-го кк — в южную Бессарабию в составе 9-й армии. В составе корпуса была 9-я кавалерийская и 32-я кавалерийская дивизии.

## Командование
- Черевиченко, Яков Тимофеевич, командующий Армейской кавалерийской группой (1940),

(на время операции по присоединению Северной Буковины к СССР генерал-лейтенант Я. Т. Черевиченко был назначен командующим войсками 12-й армии).

## Состав
На 28.09.1939:
- 2-й кавалерийский корпус:

- 3-я кавалерийская дивизия,
- 5-я кавалерийская дивизия,
- 14-я кавалерийская дивизия.

- 4-й кавалерийский корпус:

- 32-я кавалерийская дивизия,
- 34-я кавалерийская дивизия.

- 5-й кавалерийский корпус:

- 9-я кавалерийская дивизия,
- 16-я кавалерийская дивизия.

На 2.10.1939:
- 5-й кавалерийский корпус:

- 9-я кавалерийская дивизия
- 16-я кавалерийская дивизия

- 25-й танковый корпус

- 4-я легкотанковая бригада
- 5-я лёгкотанковая бригада
- 1-я моторизованная стрелково-пулемётная бригада

- 13-й стрелковый корпус:

- 58-я стрелковая дивизия
- 72-я стрелковая дивизия
- 146-я стрелковая дивизия

- 27-й стрелковый корпус:

- 25-я стрелковая дивизия
- 131-я стрелковая дивизия
- 141-я стрелковая дивизия

- 36-й стрелковый корпус
- Управление корпуса.
- Корпусные части.

- 135-я стрелковая дивизия
- 169-я стрелковая дивизия
- 176-я стрелковая дивизия

- 37-й стрелковый корпус

- 124-я стрелковая дивизия
- 130-я стрелковая дивизия
- 187-я стрелковая дивизия

- В резерве группы:

- 49-я легкотанковая бригада
- 10-я тяжёлая танковая бригада
- 14-я тяжёлая танковая бригада
- 30-я стрелковая дивизия

На 11.10.1939:
- 2-й кавалерийский корпус:

- 3-я кавалерийская дивизия,
- 5-я кавалерийская дивизия,
- 14-я кавалерийская дивизия.

- 4-й кавалерийский корпус:

- 16-я кавалерийская дивизия,
- 34-я кавалерийская дивизия.

- 5-й кавалерийский корпус:

- 9-я кавалерийская дивизия,
- 32-я кавалерийская дивизия.

На 15.07.1940:
- 2-й кавалерийский корпус:

- 3-я кавалерийская дивизия,
- 5-я кавалерийская дивизия.

- 4-й кавалерийский корпус:

- 16-я кавалерийская дивизия,
- 34-я кавалерийская дивизия.

- 5-й кавалерийский корпус:

- 14-я кавалерийская дивизия,
- 32-я кавалерийская дивизия.

- - 9-я кавалерийская дивизия (на охране госграницы в южной Бессарабии)

## Боевая деятельность группы
1939 год
28 сентября 12-я армия разделена на 12-ю армию и Кавалерийскую армейскую группу.
Ко 2 октября УФ получил усиление войсками. Кавалерийская армейская группа имела в своём составе 5-й кавалерийский, 25-й танковый, 13-й, 27-й, 36, 37-й стрелковые корпуса и в резерве 49-ю легкотанковую бригаду, 10-я и 14-ю тяжёлые танковые бригады, 30-ю стрелковую дивизию.
11 октября. 4-й кавалерийский корпус (комдив Д. И. Рябышев) — Дрогобыч, Станислав. По приказу командующего войсками Кавалерийской армейской группы КиевОВО № 015 16-я кд принята в состав 4-го кк. Из 4-го кк передана в 5-й кк 32-я кд.,,
Состав 4-го кк:
- 16-я кд, дивизия дислоцировалась в районе м. Гайсин и г. Тульчин;
- 34-я кд.

5-й кавалерийский корпус (комбриг Д. И. Густищев) — вернулся в прежний район дислокации.
Состав 5-го кк:
- Управление корпуса в г. Проскурове.
- 9-я кд, управление дивизии в г. Каменец-Подольск.
- 32-я кд, управление дивизии в Проскурове.

2-й кавалерийский корпус (комдив Ф. Я. Костенко) — Жолква, Львов, Кременец.
Состав 2-го кк:
- 3-я кд.
- 5-я кд.
- 14-я кд.

1940 год
9 июня
К вечеру в Генеральном штабе Красной Армии был подготовлен проект директивы войскам округов, согласно которому для действий против армии Румынии (состав армии: 36—38 пехотных, 4 кавалерийских дивизий, 5 горнопехотных и 1 механизированная бригад, 658 боевых самолётов, сведённых в три армии). Из войск КОВО для операции по освобождению Бессарабии привлекались 12-я армия (управления и корпусные части 8-го, 13-го, 15-го, 17-го стрелковых корпусов, 7-я, 58-я, 60-я, 62-я, 72-я, 124-я, 137-я, 139-я, 141-я, 146-я, 192-я сд, 81-я мд, 5-я, 23-я, 24-я, 10-я, 26-я, 14-я, 38-я танковые бригады, управления и корпусные части 2-го и 4-го кавалерийских корпусов, 3-я, 5-я, 16-я, 32-я (5-го кавкорпуса), 34-я кд, 375-й, 135-й, 168-й, 305-й, 324-й, 120-й артполки, 315-й и 316-й артдивизионы РГК) и 5-я армия (управления и корпусные части 36-го, 37-го и 49-го стрелковых корпусов, 8-я, 44-я, 74-я, 130-я, 135-я, 139-я, 140-я, 147-я, 164-я сд, 9-я кд 5-го кк, 36-я лтбр, 376-й, 124-й, 331-й, 429-й артполки и 34-й артдивизион РГК). Из войск ОдВО для операции выделялась 9-я армия (управления и корпусные части 35-го, 7-го и 14-го ск, 15-я, 25-я, 30-я, 51-я, 95-я, 150-я, 156-я, 173-я, 176-я сд, 4-я лтб, 522-й, 320-й, 110-й, 430-й артполки и 39-й артдивизион РГК).
Генштаб предлагал главный удар нанести силами 12-й армии из района севернее г.Черновицы в направлении на г.Сирет. Далее одна группировка войск (левофланговая) должна была наступать на Дорохой, Костешты и вдоль реки Прут на Яссы, а другая (правофланговая) — на Сучаву и вдоль реки Сирет на Роман, Бакэу, Галац, Брэилу и Измаил. Уже к исходу первого дня операции механизированные части должны были занять Дорохой, к исходу второго дня — Андриешени и к исходу 3-го дня — Яссы и Хуши. Войска 5-й армии должны были наступать от Студеницы на фронт с. Бричаны — с. Липканы и далее на г. Бельцы. 9-я армия своим 35-м стрелковым корпусом должна была наступать на г. Кишинёв и далее на г. Хуши. 30-й стрелковой дивизии следовало форсировать Днестровский лиман и наступать на г. Аккерман, м. Сарата, а 150-ю дивизию планировалось перевести из Крыма на кораблях Черноморского флота и высадить в районе с. Жебрияны.(2 — «Советское военное планирование»)
10 июня
В 0.35-1.00 начальник Генштаба РККА Маршал Советского Союза Шапошников Борис Михайлович направил командующим войсками Киевского Особого военного округа генералу армии Жукову Георгию Константиновичу и Одесского военного округа генерал-лейтенанту Болдину Ивану Васильевичу шифротелеграммы. В шифротелеграммах приказывалось привести в готовность управления стрелковых корпусов с корпусными частями, стрелковые дивизии, танковые бригады, артполки РГК и все понтонные средства.
Военные советы КОВО и ОдВО после получения директив в течение 15 минут оповестили свои войска о приведении в повышенную боевую готовность.
В 11.20-11.30 начальник Генштаба РККА направил командующим войсками Одесского ВО и Киевского ОВО совершенно секретные директивы соответственно № ОУ/583 и № ОУ/584 о сосредоточении походным порядком в новые районы соединений и частей:
В КОВО:
- Управление 12-й армии в Коломыя к утру 13 июня;
- Управление 4-го кк с корпусными частями в Ключув к утру 14 июня; 34-я кд в Ключув к утру 14 июня; 16-я кд в Яблонув к утру 12 июня;
- Управление 2-го кк с корпусными частями в Коломыя к утру 16 июня; 3-я кд в Испас к утру 16 июня; 5-я кд в Подгайчики к утру 16 июня; 32-я кд 5-го кк в Гвозьдец в к утру 15 июня;
- Управление Кавалерийской армейской группы с её частями и управление 49-го ск с корпусными частями в Дунаевцы к утру 12 июня;
- 14-я кд 5-го кк в к исходу 16 июня.
- Марши совершать с мерами маскировки, используя главным образом ночь.

Военные советы КОВО и ОдВО в 15.04-21.45 отдали приказы командирам соединений и воинских частей о сосредоточении.
11 июня
11 июня войска КОВО и ОдВО под видом учебного похода начали сосредоточение, которое должно было завершиться 24 июня.
20 июня
В 21.40 командиры Генерального штаба Красной Армии подполковник Шикин и майор Рыжаев, прибывшие из Москвы в Киев, вручили командующему войсками КиевОВО генералу армии Г. К. Жукову директиву наркома обороны СССР и начальника Генштаба № 101396/СС.
Командование Красной Армии приказывало приступить к сосредоточению войск и быть готовым к 22 часам 24 июня к решительному наступлению с целью разгромить румынскую армию и занять Бессарабию. Для управления войсками из состава Управления Киевского Особого Военного Округа выделяется управление Южного фронта. Командующим войсками фронта назначается командующий войсками КиевОВО генерал армии Жуков, Георгий Константинович, штаб фронта в Проскурове.
В директиве приказывалось:
- Приступить к сосредоточению войск и быть готовым к 22 часам 24 июня к решительному наступлению с целью разгромить румынскую армию и занять Бессарабию.
- При сосредоточении иметь следующую группировку:

12-я армия
Управления 2-го кк и 4-го кк кавалерийских корпусов, 3-я кд, 55-я кд, 16-я кд и 34-я кд кавдивизии в районе Яблонув, Гвозьдзец, Подгайчики, Коломыя.
5-я армия кавалерии не имела.
9-я армия
Управление 5-го кавалерийского корпуса, 9-я кд и 32-я кд, 4-я и 14-я танковые бригады сосредотачивается в районе Карманово, Павловка, Кассель.
27 июня
Утром 27 июня в Румынии была объявлена мобилизация.
Румыния имела на советско-румынской границе крупную группировку войск. В полосе от Валя-Вишеуляй до Сокиряны располагались войска 1-й группы армий, в которую входили войска 3-й армии (штаб — м. Роман) в составе Мехкорпуса (1-я, 4-я мехбригады), 8-го и 10-го армейских корпусов (5-я, 6-я, 7-я, 8-я, 29-я, 34-я, 35-я пехотные и 2-я кавалерийская дивизии). Вдоль р. Прут от м. Сокиряны до Чёрного моря были развернуты войска 4-й армии (штаб — м. Текуч) в составе 1-го, 3-го, 4-го и 11-го армейских корпусов (2-я, 11-я, 12-я, 13-я, 14-я, 15-я, 21-я, 25-я, 27-я, 31-я, 32-я, 33-я, 37-я пехотные, 3-я, 4-я кавалерийские дивизии). Обе армии, входившие в состав 1-й группы армий, объединяли 60 % сухопутных войск Румынии и имели около 450 тыс. человек.(10)
27 июня командиры корпусов и дивизий Южного фронта проработали на местности с командно-начальствующим составом вопросы занятия исходного положения, организации предстоящего наступления, взаимодействия родов войск, управления, связи, устройства тыла и действий на ближайший этап операции.
Войска 12-й армии, находившиеся в Предкарпатье, были развёрнуты на юго-восток. Штаб армии передислоцировался из г. Станислава в г. Коломыю, где ему были подчинены 8-й, 13-й, 15-й, 17-й стрелковые корпуса и Армейская кавалерийская группа (командующий генерал-лейтенант Я. Т. Черевиченко) в составе 2-го и 4-й кавкорпусов.(10)
В 23.00 27 июня Советское правительство получило ответ на ноту СССР от правительства Румынии, в котором румынское правительство заявляло, что оно готово приступить немедленно к обсуждению всех предложений, исходящих от Советского правительства".(2)
Состав войск Южного фронта на 27 июня 1940: (2)
- Резервы фронта — 8-я, 17-я, 86-я, 100-я сд, 201-я, 204-я, 214-я адбр.
- 12-я армия:
  - 8-й стрелковый корпус (72-я, 124-я, 146-я сд, 10-я, 26-я лтбр);
  - 13-й стрелковый корпус (60-я, 62-я, 139-я сд, 192-я ГСД, 24-я лтбр);
  - 15-й стрелковый корпус (7-я, 141-я сд, 38-я тбр);
  - 17-й стрелковый корпус (58-я, 131-я сд, 81-я мд, 13-я лтбр);
  - 2-й кавалерийский корпус (3-я, 5-я кд, 5-я лтбр).
  - 4-й кавалерийский корпус (16-я, 34-я кд, 23-я лтбр).
- 5-я армия:
  - 49-й стрелковый корпус (44-я, 80-я, 135-я сд, 36-я лтбр);
  - 36-й стрелковый корпус (130-я, 169-я сд, 49-я лтбр);
- 9-я армия:
  - 140-я сд;
  - 7-й стрелковый корпус (51-я, 74-я сд, 15-я мд, 14-я ттбр)
  - 35-й стрелковый корпус (25-я, 173-я, 95-я сд);
  - 37-й стрелковый корпус (30-я, 147-я, 176-я сд);
  - 55-й стрелковый корпус (116-я, 150-я, 164-я сд);
  - 5-й кавалерийский корпус (9-я, 32-я кд, 4-я лтбр).

28 июня. Освободительный поход в Бессарабию
Правительство Румынии приняло требования правительства СССР и конфликт был разрешён мирным путём.(10)
Военный совет Южного фронта получил приказ осуществить операцию по второму варианту плана. В Бессарабию и Северную Буковину вводилось ограниченное количество войск сосредоточенных войск:
- от 12-й армии — 4-й кавкорпус с 23-й легкотанковой бригадой, 2-й кавкорпус с 5-й легкотанковой бригадой (1-й эшелон), 60-я, 58-я, 131-я стрелковые и 192-я горнострелковая дивизии (2-й эшелон),
- от 5-й армии — 36-я, 49-я танковые бригады (1-й эшелон), 80-я, 169-я стрелковые дивизии (2-й эшелон),
- от 9-й армии — 5-й кавкорпус, 4-я легкотанковая бригада, 15-я мотострелковая дивизия, 95-я, 25-я (1-й эшелон), 74-я, 140, 173-я стрелковые дивизии, 14-я тяжёлая танковая бригада (2-й эшелон).
- Кроме того, предусматривалось использование 201-й и 204-й воздушно-десантных бригад фронтового подчинения. Вторая часть войск оставались на старой советско-румынской границе в полной боевой готовности.(10)

Войска фронта получили указание Политуправления Красной Армии, которое требовало разъяснить всему личному составу, что, благодаря мудрой внешней политике, Советский Союз избавил от кровопролитной войны трудящихся Бессарабии и Северной Буковины и решили вопрос о возвращении Бессарабии в семью советских народов мирным путём. Войска должны были сохранять бдительность и вести активную политработу среди местного населения.(10)
В 11.00 после получения ответа румынского правительства советские войска получили новую задачу — без объявления войны занять Бессарабию и Северную Буковину.
Военный совет Южного фронта отдал войскам директиву № А00149, которой поставил новую задачу войскам Южного фронта — быстрым выдвижением к р. Прут закрепить за СССР территорию Буковины и Бессарабии.(9)
В 14.00 войска Южного фронта перешли границу.
К концу дня были заняты города Черновицы, Хотин, Бельцы, Кишинев и Аккерман.
Советские войска продвигались практически вслед за арьергардами румынских войск, а подвижные моторизованные отряды обгоняли их.
29 июня
Подвижные моторизованные отряды и затем войска первых эшелонов вышли на реку Прут, где заняли переправы и установили порядок осмотра отходящих румынских частей с целью изъятия захваченного имущества местного населения. Эти меры, наряду с активной политической пропагандой, личное участие в которой приняли прибывшие в Бессарабию С. К. Тимошенко, Г. К. Жуков, Л. З. Мехлис и первый секретарь ЦК КП(б)У Н. С. Хрущев, поддерживали энтузиазм населения в связи с приходом Красной Армии.
1 июля
К исходу дня войска Южного фронта выполнили поставленную задачу — вышли на рубеж по рекам Прут и Дунай, то есть на новую советско-румынскую границу.
2 июля
Штаб Южного фронта издал приказ № 017/сс для штабов 12-й, 5-й и 9-й армий об организации обороны границы и "разработать план использования войск на случай перехода Румынии к активным действиям. Этот план надо было представить на утверждение к 20.00 4.7.40 г.
3 июля. Окончание освободительного похода в Бессарабию
В 14.00 советско-румынская граница была закрыта. Таким образом войска Южного фронта выполнили поставленную перед ними задачу. Главные силы приступили к изучению новых дислокации и плановой боевой и политической подготовке в занимаемых ими районах.
В 14.00 — 16.00 на Соборной площади Кишинёва (в советское время — площадь Победы) состоялся парад советских войск, в котором участвовали части 35-го стрелкового корпуса, 173-й стрелковой дивизии и 4-й легкотанковой бригады (военнослужащих 8 364, танков — 102, орудий — 279, бронемашин — 16, автомашин — 79, тракторов — 108, самолётов — 336). Парадом командовал командующий войсками 9-й армии генерал-лейтенант В. И. Болдин, а принимал его командующий Южным фронтом генерал армии Г. К. Жуков. В параде участвовал танк лейтенанта Балясникова, первым вступивший 28 июня в город. Парад проходил на Александровской улице Кишинёва. Портреты членов Политбюро ЦК ВКП(б), народного комиссара обороны СССР тов. Тимошенко, плакаты, лозунги, красные флаги украшали центральную улицу. Рабочие, служащие, интеллигенция с детьми пришли посмотреть вооружённые силы социалистической Родины. После парада состоялась грандиозная демонстрация местного населения.(9)
6 июля
СНК СССР принял постановление № 1193 — 464сс от 6 июля по которому территория Северной Буковины была включена в состав КОВО, а Бессарабии — в состав ОдВО и предусматривалось проведение организационных мероприятий в Красной Армии.
Нарком обороны СССР издал директивы Военным советам КОВО и ОдВО о новом составе и дислокации войск округов. В директивах предусматривалось начать новые формирования соединений, утверждённые правительством, перевести войска в новые места постоянной дислокации, расформировать части и учреждения, созданные для проведения освободительного похода и начать увольнение задержанного после советско-финляндской войны приписного состава.
7 июля
На основании директивы наркома обороны № 0/1/104584 командующий Южным фронтом генерал армии Г. К. Жуков издал директивы №№ 050—052, согласно которым временно оставались в Северной Буковине и на севере Бессарабии 192-я горнострелковая, 58-я, 60-я и 169-я стрелковые дивизии, а остальные соединения, части и учреждения направлялись в пункты постоянной дислокации. Для постоянной дислокации в Бессарабии оставались 176-я стрелковая дивизия в районе Сороки, Флорешты, Бельцы, 15-я моторизованная дивизия в районе Бендеры, Тирасполь, 9-я кавалерийская дивизия в районе Леово, Комрат, 25-я стрелковая дивизия в районе Кагул, Болград, 51-я стрелковая дивизия в районе Килия, Старая Сарата, Аккерман и управления 14-го и 35-го стрелковых корпусов соответственно в Болграде и Кишинёве.
8 июля. В 20.00 граница была передана Красной Армией под охрану пограничным войскам НКВД.
9 июля
Все войска Южного фронта выдвигались к местам постоянной дислокации.
Расформировано управление Южного фронта. (РГВА. Ф. 37977. Оп. 1. Д. 684. Л. 219,232; Д. 687. Л. 125.)